# 映画の友
映画の友（えいがのとも）、映画之友は、かつて存在した映画雑誌の名称である。発刊時期や出版元の異なる3つの雑誌がこの名を用いた。
以下では、この3誌を創刊の古いものから順に説明する。
1. 映画の友（映画之友）：1931-1940年、1946-1968年
映画世界社（後の映画の友社）が出版していた外国映画専門の映画情報誌。1924年4月に橘弘一郎（表記は「橘弘一路」とも）が『映画世界』として創刊。1931年1月の第9巻第1号で『映画之友』に改名した。第二次世界大戦の戦時統制による雑誌の統合整理の対象となって1940年12月号で休刊し、他誌と統合されて下記2.の『映画之友』誌となった。
終戦後の1946年に復刊し、1951年8月号で『映画之友』から『映画の友』へと改名したが、出版元であった映画の友社が1968年に倒産したため、1968年3月号（1月発行）を最後に休刊となった。元編集長に橘弘一郎、大黒東洋士、淀川長治など、元記者に小森和子などがいる。最盛期には20万部を発行していた。
2. 映画之友：1941-1943年
映画日本社が第二次世界大戦中に3年間だけ出版した映画情報誌。『映画フアン』・『キネマ』・『新映画』・『スタア』および上記1.の『映画之友』の合計5誌が戦時統制によって統合され、1941年1月に『新映画』と『映画之友』の2誌が新たに創刊された。上記1.の『映画之友』誌から誌名を引き継ぎ、橘弘一路や大黒東洋士など編集スタッフも上記1.の『映画之友』誌と共通するものの、内容は刷新され、より広い読者層を対象とする日本映画中心の雑誌となった。さらなる雑誌統廃合を目指す情報局の意向により1943年12月号で休刊し、『新映画』誌に統合された。
3. EIGA NO TOMO（映画の友）：1976-1986年
近代映画社が出版していたポルノ映画専門の映画情報誌。1976年創刊。創刊時には上記1.の『映画の友』誌から商標権を譲り受けたという。誌名は漢字かな表記の『映画の友』で言及されることもあるが、正式名称はローマ字表記の『EIGA NO TOMO』で、ローマ字にしたのは上記1.の『映画の友』誌の関係者やファンへの配慮であった。1986年8月に『EIGA NO HEYA』（映画の部屋）に改名して3冊（8月の創刊号、9月の別冊、および10月の別冊）を発行し、1986年10月からは『映画ランド』へと改名したが、1990年に休刊した。最盛期には40万部を発行していた。